# 曳航
曳航（えいこう）とは、船（あるいは航空機）が他の船や荷物などを引いて（引かれて）航行すること。「曳索（曳航索）」あるいは「引き綱」と呼ばれる強度のあるロープ（ワイヤーロープ）を使用して行う。